# واثق أسود
واثق أسود مواليد 1 يوليو 1957، هو لاعب كرة قدم عراقي، تنافس في أولمبياد صيف 1980م.

## روابط خارجية
- واثق أسود على موقع عالم كرة القدم.نت (الإنجليزية)
- واثق أسود على موقع أوليمبيديا (الإنجليزية)